# Dolmen de Merillés (Tineo)
El Dolmen de Merillés, es una construcción megalítica, situada en la parroquia de Merillés, perteneciente al municipio asturiano de Tineo.
A comienzos de la década de los sesenta del siglo XX, Luis Tenreiro, que ejercía como maestro nacional en Tineo, identificó en una colina de la Sierra de Merillés, por encima del pueblo del mismo nombre, en el lugar de Las Cabanas, una construcción megalítica. Una vez que Luis Tenreiro comunica su descubrimiento, será Francisco Jordá Cerdá, en julio de 1962, quien realice los primeros trabajos de excavación, en los que solo encontró una gruesa capa de restos carbonosos sin ningún resto de ajuar, como consecuencia del prolongado uso por pastores y aldeanos, del interior del dolmen como refugio, en el que se encendían fuegos, y cuyas sucesivas retiradas de cenizas, han supuesto la destrucción y desaparición del posible ajuar.

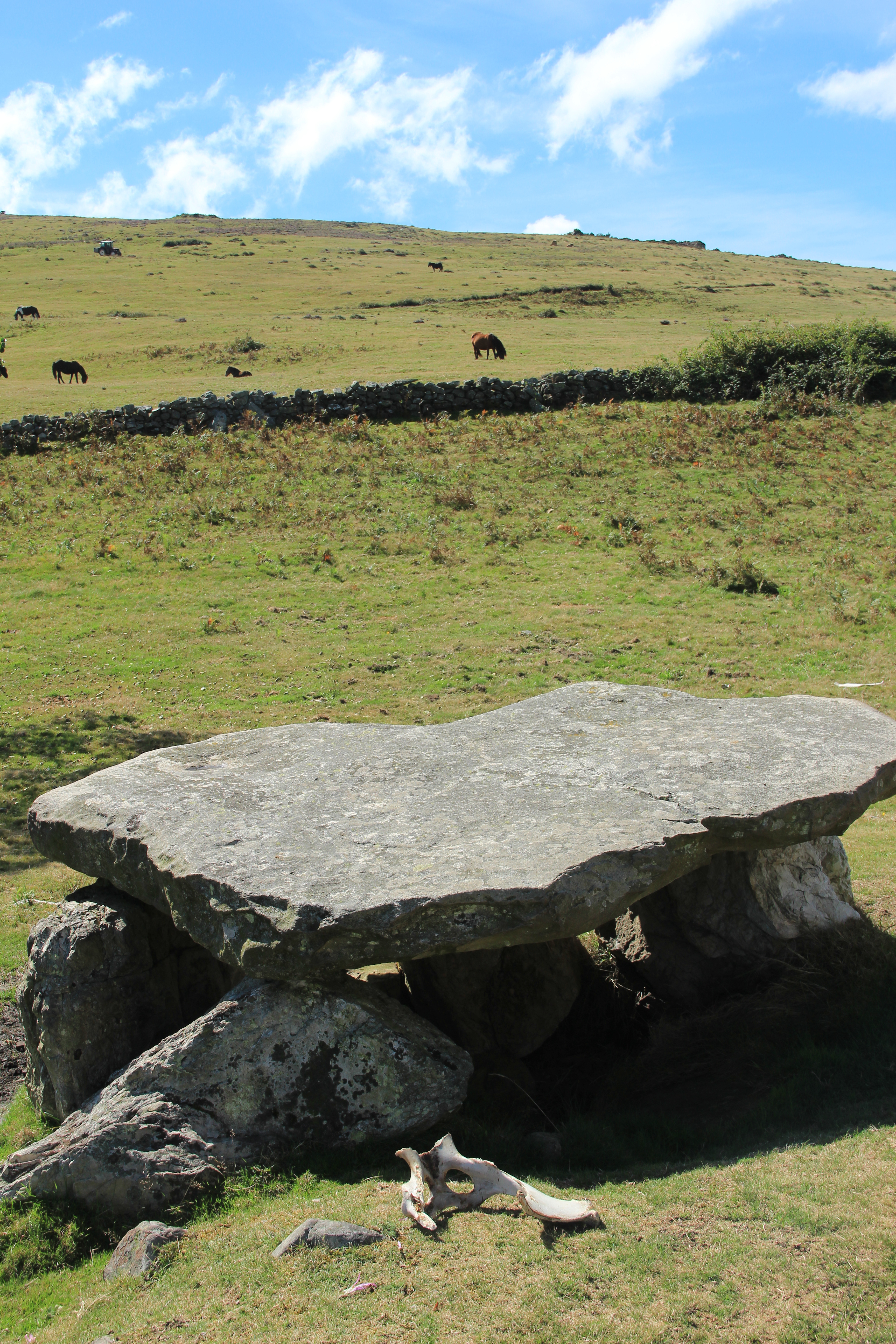
Vista del lado norte del dolmen.

Su alzado, estaba formado por cuatro grandes y toscos ortostatos (de los que ha desaparecido el situado en el costado sur), que enmarcaban una rudimentaria planta rectangular, con entrada orientada hacia occidente. La altura de los ortostatos ronda los 80 cm., mientras que la laja que sirve de cubierta al dolmen, tiene unas medidas de 2,70 por 2,05 m., con un grosor de 25 cm.
Los datos que se conocen sobre los pueblos megalíticos de Asturias, son muy escasos, lo que impide deducir de una manera precisa, la razón del levantamiento de estas construcciones en unos determinados emplazamientos. Los expertos sugieren la existencia de dos grupos dolménicos diferentes. El primero de ellos sería el de los situados en la parte central de terrenos llanos y cercanos a algún río, donde se practicaría la agricultura, así como una ganadería de pradera (ejemplo de este tipo de dolmen, sería el de Baradal, situado también en el municipio de Tineo). El segundo grupo, lo integrarían aquellos situados en terrenos montañosos y relativamente altos, próximos a vías de paso de ganados, y que por lo abrupto del terreno, solo permitirían su utilización como pastos para el ganado. Es en este segundo grupo dolménico, en el que se encuadraría el dolmen de Merillés.

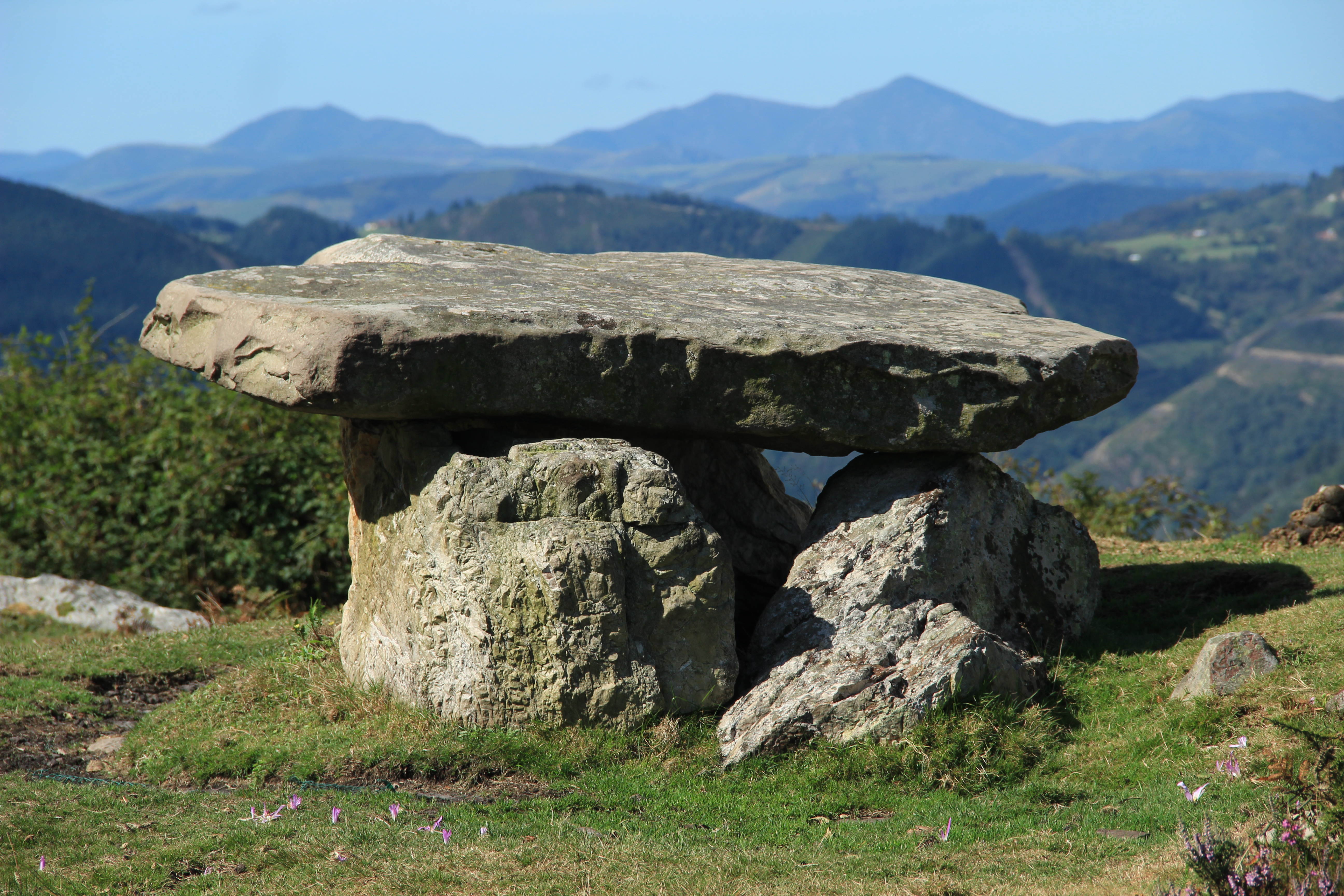
Vista del lado noreste del dolmen.

Aunque de modestas dimensiones, para lo que es habitual en este tipo de monumentos megalíticos, su buena conservación, y su privilegiada situación geográfica, con la Sierra de Peña Manteca al sur, y amplias vistas hacia el norte, del concejo de Tineo y del valle del Narcea, lo convierten en un lugar de gran atractivo.